# Mercedes Caballero Hueso
Mercedes Caballero Hueso (València, 24 de setembre de 1966) és una política valenciana, diputada a les Corts Valencianes en la IX legislatura.
En 1991 es llicencià en Ciències de la Informació, branca periodisme, per la Universitat Politècnica de València i és funcionària del Cos de l'Administració Especial (grup A) de la Generalitat Valenciana. Ha treballat com a coordinadora de premsa de la Generalitat Valenciana i com a professora de gestió d'empreses esportives de la UPV.
Militant del PSPV-PSOE, és secretària d'esport en l'executiva provincial de València. Fou escollida regidora de l'ajuntament de València a les eleccions municipals espanyoles de 2003 i 2007.
Considerada afí a José Luis Ábalos Meco, fou inclosa en la llista del PSPV per València a les eleccions a les Corts Valencianes de 2015. Tot i no ser escollida d'entrada, en juliol ocupà un escó per renúncia de Carmen Amoraga Toledo, qui havia ocupat un càrrec en el consell.
Des de 2017 a 2022 ha estat secretària general del PSPV a la província de València substituint a José Luis Ábalos i des d'on ha exercit l'oposició interna al secretari general del partit Ximo Puig, sent rellevada per Carlos Fernández Bielsa